# Grootschubpootjesslang
De grootschubpootjesslang (Chamaesaura macrolepis) is een hagedis uit de familie gordelstaarthagedissen (Cordylidae).

## Naam en indeling
De soort Chamaesaura mioproupus werd lange tijd beschouwd als ondersoort van Chamaesaura macrolepis maar wordt tegenwoordig als aparte soort gezien.
De soort werd voor het eerst wetenschappelijk beschreven door Edward Drinker Cope in 1862. Oorspronkelijk werd de wetenschappelijke naam Mancus macrolepis gebruikt.

## Uiterlijke kenmerken
De hagedis heeft een langwerpig, slangachtig lichaam. De totale lichaamslengte inclusief staart bedraagt tot ongeveer 65 centimeter. De schubben zijn gekield waardoor de huid ruw aanvoelt. De voorpoten ontbreken volledig en de achterpoten zijn sterk gedegenereerd. De achterpoten zijn slechts te zien als kleine uitsteeksels. De lichaamskleur is lichtbruin met twee bruine strepen die vaak vervaagd zijn tot stippen.

## Verspreiding en habitat
De soort komt voor in Zuid-Afrika, Swaziland en Zimbabwe. De grootschubpootjesslang bewoont grasvelden en bergplateaus op zanderige tot rotsige ondergronden. De habitat bestaat uit droge streken waar vaak bosbranden voorkomen. Na een dergelijke brand is de grootschubpootjesslang het meest voorkomende reptiel.

## Levenswijze
De grootschubpootjesslang is evenals de andere soorten uit zijn genus levendbarend. In maart worden zes tot acht jongen geboren. Op het menu staan kleine ongewervelden die tussen het gras leven, vooral insecten zoals sprinkhanen. De pootjesslang is zeer behendig tussen het gras en kan zich razendsnel voortbewegen.